# Греко, Леандро
Леа́ндро Гре́ко (итал. Leandro Greco; род. 19 июля 1986[…], Рим) — итальянский футболист, полузащитник; тренер.

## Карьера
Леандро Греко — воспитанник клуба «Рома». В 2003 году он начал вызываться в основной состав команды, однако в клубе не дебютировал. В августе 2003 года был отдан в аренду в клуб серии D «Астреа», за который провёл 17 матчей и забил 1 гол. После этого Греко вернулся в «Рому» и дебютировал в её составе 8 мая 2005 года в серии А в матче с «Пармой», в котором «джалоросси» выиграла 2:1. Однако дальнейшей карьере в составе «Ромы» помешала серьёзная болезнь, сердечная аритмия, из-за которой Греко на 5 месяцев оказался вне футбола и был вынужден отклонить приглашение в молодёжную сборную Италии. В 2006 году Греко был отдан в аренду клубу серии В «Верона», в котором он стал игроком основного состава. Греко вернулся в «Рому», но затем, в январе 2009 года, был вновь отдан в аренду, в клуб «Пиза», за который провёл 9 матчей.
Летом 2009 года Греко опять возвратился в «Рому». В январе 2010 года Леандро был отдан в аренду «Пьяченце». Там футболист стал игроком основного состава, проведя в клубе 22 игры. В очередной раз вернувшись в стан «джалоросси», Греко провёл первый матч, выйдя на замену в «римском дерби» с «Лацио», в котором его команда победила 2:0; после игры он сказал: «Это была самая прекрасная неделя в моей карьере. Я никогда её не забуду. Я отпраздную победу в дерби как настоящий римлянин. „Рома“ растёт как команда. Полагаю, мы полностью заслужили эту победу над „Лацио“».

## Достижения
- Чемпион Греции: 2012/13
- Обладатель Кубка Греции: 2012/13